# Caroline De Mulder
Caroline De Mulder (Gent, 7 augustus 1976) is vastbenoemd hoogleraar in de Franse letterkunde aan de Facultés universitaires Notre-Dame de la Paix (Universiteit van Namen). In 2010 bracht ze haar debuutroman uit, waarmee ze de Rosselprijs (Prix Victor Rossel) ontving, de belangrijkste jaarlijkse literatuurprijs in Wallonië. Tot 2021 ontving De Mulder reeds vijf literaire prijzen, waaronder ook in Frankrijk.

## Biografie
Caroline De Mulder werd in 1976 in Gent geboren. Ze groeide tweetalig op binnen een Nederlandstalige familie in Moeskroen. Ze leerde al sprekend Nederlands en al lezend Frans.
Ze studeerde Romaanse taalkunde: de kandidaturen aan de Universiteit van Namen en vervolgens de licenties aan de Universiteit Gent. In die periode begon ze ook aan haar pre-doctorale opleiding aan Université Paris VII - Diderot (Sorbonne). Haar doctoraatstitel behaalde ze aan de Universiteit Gent. Caroline De Mulder maakte in de periode 1998-2000 deel uit van 't Zal Wel Gaan, een literair-filosofische beweging die alle vrijdenkers van de Universiteit Gent verbindt.
In 2010 verscheen in Parijs haar eerste (Franstalige) roman Ego tango. Op 1 december 2010 won ze de Prix Victor Rossel voor deze roman. De prijs werd haar toegekend op het Academiënpaleis door Tonino Benacquista. Eerder dat jaar werd ze ook benoemd tot hoogleraar aan de universiteit van Namen. Ze woont zowel in Parijs als in Namen, waar ze verschillende cursussen geeft in de Franse letterkunde.
Caroline De Mulder is gerangschikt op een gedeelde 32e plaats in de lijst van Belgen van het jaar 2010.
Ze nam deel aan de 41ste editie van de Foire du Livre de Bruxelles, samen met schrijvers Ariane Le Fort, Claire Castillon, Nadine Monfils en Françoise Lalande en de illustrator Pierre Kroll.

## Prijzen en onderscheidingen
- Prix Victor Rossel 2010 voor Ego tango.
- Prix de l'Académie royale de langue et de littérature françaises
- Prix Auguste-Michot 2018 voor Calcaire
- Prix Transfuge du meilleur polar francophone 2021 voor Manger Bambi
- Prix Sade 2021 voor Manger Bambi